# Club Atlético de Madrid (balonmano)
El Atlético de Madrid era la sección de balonmano del Club Atlético de Madrid, y fue creada en la década de 1920. Disputó su primer partido oficial el día 24 de febrero de 1947 y desapareció como sección en 1994 por problemas económicos. Alcanzó dos subcampeonatos europeos además de 11 títulos de Liga, 10 títulos de Copa y 2 títulos de Supercopa entre otros.

## Club Atlético de Madrid

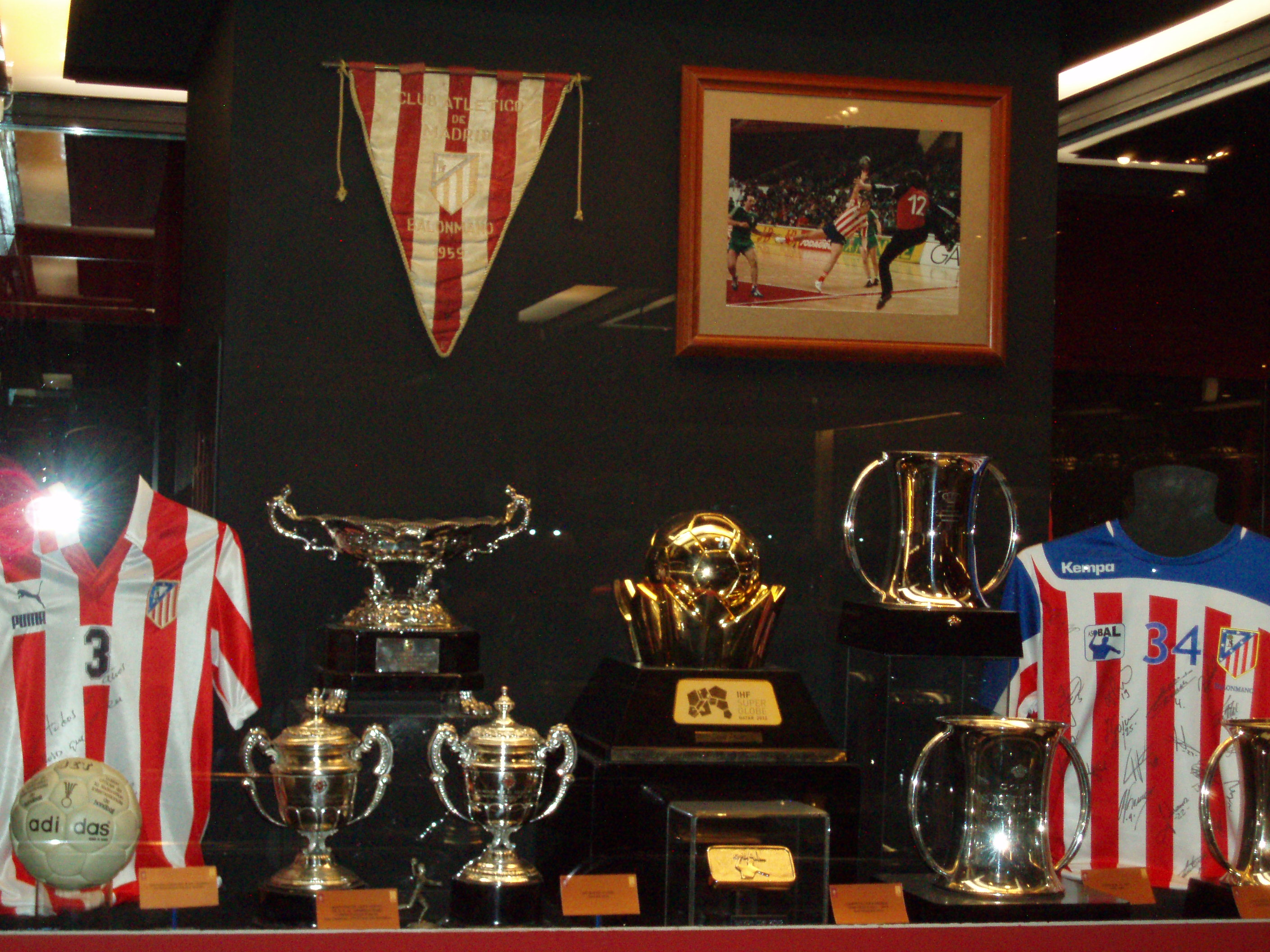
Vitrina con algunos de los trofeos conseguidos en las dos etapas del Atlético de Madrid de balonmano, dentro del museo del Club Atlético de Madrid.

El Club Atlético de Madrid tuvo una histórica sección de balonmano entre los años 50 y 1994 que llegó a ser uno de los mejores equipos del balonmano español entre los años 60 y 80, en pugna con el Balonmano Granollers, FC Barcelona y CB Calpisa.
Entrenado por Domingo Bárcenas, Juan de Dios Román y Jordi Álvaro llegó a conqusitar 11 Ligas españolas, 10 Copas de España y 2 Supercopas de España. No consiguió ganar ningún título internacional pese a que llegó 
a disputar dos finales europeas. Fue subcampeón de la Copa de Europa en la temporada 1984–1985, perdiendo la final ante la Metaloplastika de Serbia. Y fue subcampeón de la Copa IHF en la temporada 1986–1987, perdiendo la final ante el Granitas Kaunas de Lituania.
Solía disputar sus encuentros como local en el Polideportivo Antonio Magariños los domingos por la mañana.
Al final de la temporada 1991–1992 el entonces presidente del club Jesús Gil decidió suprimir la sección debido a su déficit económico. Un grupo de socios y personas ligadas a la misma asumieron la gestión. La sección fue cedida y trasladada a Alcobendas con todos los equipos de base.
En esta localidad jugó durante dos temporadas, militando en la liga Asobal como Atlético Madrid Alcobendas, manteniendo los colores, símbolos, etc. pero en un claro declive deportivo y económico. Precisamente, los problemas económicos en forma de deudas causaron la disolución de la sección y la desaparición de un histórico del balonmano español.
Las dos últimos entrenadores que se sentaron en el banquillo fueron Paco Parrilla en la temporada 1992–93 y Luis Carlos Torrescusa en la 1993–94, consiguiendo mantener la categoría a pesar de todas las circunstancias adversas y de los problemas económicos antes apuntados.

## BM Atlético de Madrid
En el año 2005 el presidente del club Enrique Cerezo anunció su interés en recuperar la sección de balonmano de cara a la temporada 2006–2007, aunque faltaba por ver si compraría los derechos de algún equipo de la Liga ASOBAL o debería iniciar su nueva singladura compitiendo en la División de Honor B, la segunda categoría del balonmano español.
Finalmente, en julio de 2011, debido a los problemas económicos sufridos por el Balonmano Ciudad Real y tras una serie de negociaciones con la directiva del Club Atlético de Madrid, el BM Ciudad Real se traslada a la capital donde juega en el Palacio de Vistalegre y con el nombre de Balonmano Atlético Madrid.
Casi 20 años después, en la temporada 2011-2012 reaparece el BM Atlético de Madrid que le pone nombre al mejor club de la última década, el BM Ciudad Real. Un equipo que ha logrado 27 títulos en 9 años. Su capitán, José Javier Hombrados, ya vistió la camiseta rojiblanca en sus inicios como portero.
Inicialmente el acuerdo sería exclusivamente de patrocinio, mediante el cual el Club Atlético de Madrid proporciona el 20% del presupuesto de la temporada 2011/12 a cambio de que el equipo lleve su nombre.
Incluso llegó a estar prevista la integración de este nuevo club de balonmano, dentro del Club Atlético de Madrid S.A.D. y convertirse así en su sección de balonmano, Sin embargo, los sucesos acontecidos en los primeros días de julio de 2013, en los que se adeudaba a Hacienda una cantidad cercana a 1 millón de euros,  conllevaron a la disolución de la sociedad, mediante la convocatoria de un concurso de acreedores.
En tan solo dos años de existencia el club consiguió dos Copas del Rey, una Supercopa de España y un Mundial de Clubes, además de ser subcampeón de Liga ASOBAL en las dos ocasiones, subcampeón de la supercopa y la Copa ASOBAL y de la Liga de Campeones de la EHF, trofeos propiedad del Club Atlético de Madrid, que se pueden ver junto a los de la sección deportiva en el museo del club.

## Palmarés
- En este palmarés solo se muestran los títulos conseguidos por la sección de balonmano, no incluyendo los cuatro títulos ganados por el BM Atlético de Madrid, aunque en la web oficial del Club Atlético de Madrid están incluidos puesto que son propiedad de la entidad colchonera.[3]

### Títulos internacionales
| Competición          | Títulos  | Subcampeonatos |
| -------------------- | -------- | -------------- |
| Copa de Europa (0/1) |          | 1984-85.       |
| Copa IHF (0/1)       |          | 1986-87.       |
| Copa Ibérica (1/0)   | 1967-68. |                |

### Títulos nacionales
| Competición                | Títulos                                                                                            | Subcampeonatos |
| -------------------------- | -------------------------------------------------------------------------------------------------- | --- |
| División de Honor (11/13)  | 1951-52, 1953-54, 1961-62, 1962-63, 1963-64, 1964-65, 1978-79, 1980-81, 1982-83, 1983-84, 1984-85. | 1955-56, 1958-59, 1960-61, 1965-66, 1966-67, 1969-70, 1971-72, 1973-74, 1975-76, 1976-77, 1977-78, 1981-82, 1985-86. |
| Copa del Rey (10/7)        | 1962, 1963, 1966, 1967, 1968, 1978, 1979, 1981, 1982, 1987.                                        | 1970, 1973, 1976, 1980, 1984, 1985, 1991.                                                                            |
| Supercopa de España (2/0)  | 1986, 1988.                                                                                        | |
| Campeonato de España (1/0) | 1949.                                                                                              | |

### Títulos regionales
| Competición                         | Títulos                       | Subcampeonatos |
| ----------------------------------- | ----------------------------- | -------------- |
| Campeonato de Castilla (5/0)        | 1923, 1927, 1928, 1952, 1954. |                |
| Campeonato de Castilla a once (2/0) | 1948-49, 1949-50.             |                |
| Trofeo Comunidad de Madrid (1/0)    | 1985.                         |                |

### Torneos amistosos
| Competición                               | Títulos                             | Subcampeonatos |  |
| ----------------------------------------- | ----------------------------------- | -------------- |  |
| Torneo de Navidad (1/0)                   | 1951.                               |                |  |
| Copa Presidente (1/0)                     | 1951.                               |                |  |
| Trofeo San Isidro (1/0)                   | 1951.                               |                |  |
| Gran Premió Internacional de Madrid (0/1) |                                     | 1965.          |  |
| Trofeo Ciudad de Pamplona (1/0)           | 1968.                               |                |  |
| Trofeo Francisco Camas Carmona (1/0)      | 1969.                               |                |  |
| Trofeo de Otoño (1/0)                     | 1969.                               |                |  |
| Trofeo Kicker (1/0)                       | 1978.                               |                |  |
| Trofeo Fiestas de Aranjuez (1/)           | 1978.                               |                |  |
| Trofeo Ciudad de Cáceres (1/0)            | 1978.                               |                |  |
| Trofeo Ciudad de León (6/0)               | 1978, 1980, 1981, 1982, 1983, 1984. |                |  |
| Trofeo Feria (1/0)                        | 1980.                               |                |  |
| Trofeo San Julián (4/0)                   | 1981, 1982, 1985, 1986.             |                |  |
| Trofeo Ciudad de Albacete (1/0)           | 1982.                               |                |  |
| Torneo Ciudad de Avilés (1/0)             | 1982.                               |                |  |
| Torneo experimental de Barcelona (0/1)    |                                     | 1986.          |  |
| Trofeo Vicus Spacorum (1/0)               | 1986.                               |                |  |
| Torneo Stavanger (1/0)                    | 1991.                               |                |  |
| Torneo Caja Sagunto (0/1)                 |                                     | 1991.          |  |
| Trofeo Pablo España (1/0)                 | 1992.                               |                |  |
| Trofeo Alcalá de Henares (0/1)            |                                     | 1992.          |  |
| Torneo de Reyes de Alcobendas (0/1)       |                                     | 1993.          |  |

### Títulos categorías inferiores

#### 2° Equipo
| Competición                        | Títulos  | Subcampeonatos |
| ---------------------------------- | -------- | -------------- |
| Campeonato de 1.ª Provincial (1/1) | 1970/71. | 1971/72.       |
| Trofeo Federación Española (0/1)   |          | 1970/71.       |

#### Juveniles
| Competición                               | Títulos                                       | Subcampeonatos              |
| ----------------------------------------- | --------------------------------------------- | --------------------------- |
| Campeonato de España de juveniles (5/3)   | 1973/74, 1974/75, 1975/76, 1981/82 y 1983/84. | 1977/78, 1984/85 y 1986/87. |
| Campeonato de Castilla de juveniles (1/1) | 1977/78.                                      | 1971/72.                    |
| Trofeo Federación Española (1)            | 1971/72.                                      |                             |
| Trofeo Federación Madrileña (0/1)         |                                               | 1970/71.                    |
| XII Juegos Deportivos de Getafe (1)       | 1970/71.                                      |                             |
| Trofeo Caldeiro (1)                       | 1973.                                         |                             |
| Trofeo Presidente (1)                     | 1977.                                         |                             |
| Trofeo Pablo España (2)                   | 1982 y 1992.                                  |                             |

#### Cadetes
| Competición                         | Títulos                             | Subcampeonatos |
| ----------------------------------- | ----------------------------------- | -------------- |
| Campeonato de España de cadetes (4) | 1981-82, 1982-83, 1983-84, 1993-94. | 1989-90.       |
| Trofeo Pablo España (0/1)           |                                     | 1992.          |

## Jugadores históricos
- años 40: Enrique Mahou, Toribio, Alberto y Pepe Sendra.
- años 50: Jorge Hernández Bravo, Anchustegui, Piernavieja, Aceal , Ramón Varo y Juan J. González Espinosa.
- años 60: Domingo Bárcenas, Salvador y Jorge.
- años 60: Jorge, Góngora, Tato, Villita, Alcántara, Rafa Velilla, Jandro Harguindey, Javier Loinaz, Fernando Fernández De Miguel, Miguel Medina,[5] Juanma Jiménez, Puentes, (el portugués) Çeada, Jesús Orozco.
- años 70: Manuel Novales, Fernando de Andrés, López León, Santos G., S.Campano, Jesús Alcalde
- años 80: Agustín Milián, Luisón García, Cecilio Alonso, Carlos M. González, Jordi Álvaro, Juanón de la Puente, Lorenzo Rico, Javier García Cuesta, Juan Pedro Muñoz "Papitu", Paco Parrilla, Javier Reino, Veselin Vuković.
- años 90: Tomas Svensson, Mateo Garralda, Igor Butulija, Dragan Škrbić, Dejan Perić, José Javier Hombrados, Juan Bosco Rentero, Joaquín Zafra, Alberto Urdiales.

### Números retirados
- 3 - Cecilio Alonso

## Entrenadores históricos
- Domingo Bárcenas, Juan de Dios Román, Jordi Álvaro

## Uniforme
- Uniforme titular: Camiseta rojiblanca con una línea azul en la parte superior y pantalón azul..
- Uniforme alternativo: Camiseta negra con una línea dorada en la parte superior y pantalón negro.[6]